# Snježana Milivojević
Snježana Milivojević (Banja Luka, 1956) je univerzitetski profesor. Bila je dekan koledža Bajan u Omanu od 2022. do 2023.

## Biografija i profesionalno iskustvo
Snježana Milivojević je završila osnovne studije novinarstva na Fakultetu političkih nauka UB, nakon čega je magistrirala na Institutu za društvene nauke u Hagu u oblasti razvojnih studija. Godine 2000. je doktorirala u oblasti sociologije na Univerzitetu Crne Gore.
Bila je rukovodilac master studija komunikologije, kordinator doktorskih studija Kultura i mediji i rukovodilac Centra za istraživanja medija pri Fakultetu političkih nauka UB.
Snježana Milivojević je gostujući profesor na University of New York u Pragu i ko-direktorka kursa Comparative Media Systems na Interuniverzitetskom centru u Dubrovniku. Bila je Chevening Scholar na St. Antony’s College, Oxford University, Fulbright Visiting Scholar nа Columbia University.